# Лев Охридский
Лев (ср.-греч. Λέοντος; ? — 1056 год) — архиепископ Охридский, византийский учёный, писатель.
Лев родился в Пафлагонии. Ничего неизвестно о ранней жизни Льва. Лев был хартофилаксом в соборе Святой Софии в Константинополе. После 1025 года, он стал архиепископом Охрида.
В 1053 году началось церковное противостояние за влияние в Южной Италии между Константинопольским патриархом Михаилом Кируларием и Римским папой Львом IX. Церкви в Южной Италии принадлежали Византии. Михаил Керуларий узнал, что греческий обряд там вытесняется латинским, и закрыл все храмы латинского обряда в Константинополе. Патриарх поручает архиепископу болгарскому Льву Охридскому составить послание против латинян, в котором порицалось бы служение литургии на опресноках; пост в субботу во время Великого поста; отсутствие пения «Аллилуйи» во время Великого поста; употребление в пищу удавленины. Послание было отправлено в Апулию и было адресовано епископу Иоанну Транийскому, а через него — всем епископам франков и «самому почтеннейшему папе». Гумберт Сильва-Кандидский написал сочинение «Диалог», в котором защищал латинские обряды и порицал греческие. Лев Охридский написал в ходе полемики еще два послания. Полемика между латинскими и греческими богословами закончилась Расколом христианской церкви в 1054 году.

## Сочинения
- PG. col. 833 (первое послание)
- Павлов, Алексей Степанович. Критические опыты по истории древнейшей греко-русской полемики против латинян // Санкт-Петербург : тип. Акад. наук, 1878 стр. 146 (второе послание)